# Чилпансинго
Чилпансинго (на испански: Chilpancingo) е столицата и втория по население град в южния мексикански щат Гереро. Чилпансинго е с население от 166 796 жители (2005).
- Между септември и ноември 1813 година в града се провежда конгресът на мексиканското движение за независимост (Първият конгрес на Анауак, Primer Congreso de Anáhuac) свикан от Хосе Мария Морелос, който го оглавява след като неговият основател Мигел Идалго е екзекутиран. Резултатът от срещата е, че Мексико обявява независимостта си от Испания.
- През 1854 градът е окупиран от генерал Антонио Лопес де Санта Ана, който го използва като щаб-квартира за потушаване на революцията в Гереро.
- На 27 април 2009 градът е епицентър на земетресение 5.9 по Рихтер.